# Liste des cavités naturelles les plus longues des Vosges
La liste des cavités naturelles les plus longues des Vosges recense, sous forme de tableau(x), les cavités souterraines naturelles connues dans ce département français, dont le développement est supérieur ou égal à cent mètres.
La communauté spéléologique considère qu'une cavité souterraine naturelle n'existe vraiment qu'à partir du moment où elle est « inventée » c'est-à-dire découverte (ou redécouverte), inventoriée, topographiée et publiée. Bien sûr, la réalité physique d'une cavité naturelle est la plupart du temps bien antérieure à sa découverte par l'homme ; cependant tant qu'elle n'est pas explorée, mesurée et révélée, la cavité naturelle n'appartient pas au domaine de la connaissance partagée.
La liste spéléométrique des 7 plus longues cavités naturelles des Vosges (≥ cent mètres) est actualisée à décembre 2018.
La plus longue cavité souterraine naturelle répertoriée dans le département des Vosges est  « le perte de Débain », sur la commune de Sans-Vallois (cf. ligne 1 du tableau ci-dessous).
| \| Histogramme de la répartition des plus longues cavités naturelles des Vosges par classe de développement -- Les 7 cavités citées fin 2019 sont réparties en 4 classes de développement -- \| \| \| \| \| \| \| \| \| \| \| \| \| \| \| classe I >= 5 000 m 0 cavité[s] \| classe II >= 2 000 m et < 5 000 m 3 cavités \| classe III >= 1 500 m et < 2 000 m 0 cavités \| classe IV >= 100 m et < 1 500 m 4 cavités \| \| |                                 |                                             |                                              |                                           |  |
| Le graphique qui aurait dû être présenté ici ne peut pas être affiché car il utilise l'ancienne extension Graph, désactivée pour des questions de sécurité. Des indications pour créer un nouveau graphique avec la nouvelle extension Chart sont disponibles ici . |                                 |                                             |                                              |                                           |  |
| Histogramme de la répartition des plus longues cavités naturelles des Vosges par classe de développement -- Les 7 cavités citées fin 2019 sont réparties en 4 classes de développement -- |                                 |                                             |                                              |                                           |  |
| |                                 |                                             |                                              |                                           |  |
| | classe I >= 5 000 m 0 cavité[s] | classe II >= 2 000 m et < 5 000 m 3 cavités | classe III >= 1 500 m et < 2 000 m 0 cavités | classe IV >= 100 m et < 1 500 m 4 cavités |  |

## Cavités des Vosges (France) de développement supérieur à5 000 mètres
Aucune cavité n'est recensée dans cette « classe I » au 31 décembre 2019.

## Cavités des Vosges (France) de développement compris entre2 000 mètreset4 999 mètres
3 cavités sont recensées dans cette « classe II » au 31 décembre 2019.
| Réf. | Cavité (autres noms)       | Commune             | Massif ou zone | Coordonnées (WGS 84)        | Développe. (mètres) | Dénivel. (mètres) | Sources ou références                                       | Mise à jour |
| ---- | -------------------------- | ------------------- | -------------- | --------------------------- | ------------------- | ----------------- | ----------------------------------------------------------- | ----------- |
| 1    | Perte de Débain            | Sans-Vallois        |                | 48° 10′ 14″ N, 6° 06′ 21″ E | +003 200, m         | NC                | Géologie Lorraine, Spelunca no 139 & Spéléo L no 4, & IKARE | 2015-06     |
| 2    | Trou du Fond de la Souche  | Harmonville         |                | 48° 27′ 52″ N, 5° 52′ 48″ E | +002 500, m         | +0023, m          | plongeesout.com, Hadès no 3 & Hadès no 7, & IKARE           | 2015-06     |
| 3    | Grotte aux Mille Diaclases | Bazoilles-sur-Meuse |                | 48° 17′ 02″ N, 5° 38′ 43″ E | +002 036, m         | NC                | Spelunca no 121 & IKARE                                     | 2015-06     |

## Cavités des Vosges (France) de développement compris entre1 500 mètreset1 999 mètres
Aucune cavité n'est recensée dans cette « classe III » au 31 décembre 2019.

## Cavités des Vosges (France) de développement compris entre100 mètreset1 499 mètres
4 cavités sont recensées dans cette « classe IV » au 31 décembre 2019.
| Réf. | Cavité (autres noms)                             | Commune             | Massif ou zone | Coordonnées (WGS 84)        | Développe. (mètres) | Dénivel. (mètres) | Sources ou références                                    | Mise à jour |
| ---- | ------------------------------------------------ | ------------------- | -------------- | --------------------------- | ------------------- | ----------------- | -------------------------------------------------------- | ----------- |
| 4    | Gouffre Hadès                                    | Trampot             |                | 48° 20′ 22″ N, 5° 25′ 57″ E | +001 379, m         | +0020, m          | Géologie Lorraine, IKARE & Lispel-Info no 3              | 2015-06     |
| 5    | Résurgence de Bénafosse                          | Domèvre-sur-Durbion |                | 48° 17′ 24″ N, 6° 29′ 22″ E | +000300, m          | NC                | Géologie Lorraine & IKARE                                | 2015-06     |
| 6    | Perte de la Musaraigne                           | Moriville           |                | 48° 21′ 07″ N, 6° 24′ 39″ E | +000150, m          | +0012, m          | Spéléométrie de la France & IKARE & Le P'tit Minou no 55 | 2000-12     |
| 7    | Diaclase du Bois de l'Enfer ou Gouffre du Tarzan | Circourt-sur-Mouzon |                | 48° 19′ 24″ N, 5° 42′ 59″ E | +000104, m          | +0023, m          | Spéléométrie de la France & IKARE                        | 2000-12     |